# Южнокитайско море
Южнокитайско море (на английски: South China Sea; на малайски: Laut China Selatan; на виетнамски: Biển Đông; на китайски: 南海; на тагалог: Dagat Luzon; на индонезийски: Laut Cina Selatan) e периферно море на Тихия океан, разположено между континенталната част на Азия на север и запад, остров Тайван на север, Филипинския архипелаг на изток и Малайския архипелаг на юг.

## Географска характеристика

### Граници, географски показатели
На запад Южнокитайско море мие бреговете на полуостровите Малака и Индокитай – съответно страните Сингапур, Малайзия, Тайланд, Камбоджа и Виетнам, а на север – южните брегове на Китай. На североизток достига до остров Тайван, като западно от него чрез Тайванския проток се свързва с Източнокитайско море, а южно от него чрез протоците Баши, Лусон и Бабуян – с Филипинско море. На изток мие бреговете на Филипинския архипелаг съответно островите Лусон, Миндоро, Палаван и други по-малки, като чрез няколко протока северно и южно от Палаван се свързва с море Сулу. На югоизток мие бреговете на остров Калимантан – съответно страните Малайзия, Бруней и Индонезия. На юг чрез протоците Каримата, Геласа и Банка се свързва с Яванско море, а на югозапад Сингапурския, а след това Малакския проток го свързва с Андаманско море на Индийския океан.
Дължина от север на юг 3750 km, ширина до 1500 km, площ 3537 хил.km2, обем 3622 хил.km3.

### Брегове, острови
Бреговата му линия е сравнително слабо разчленена, а бреговете му са предивно ниски и равнинни. Най-големите заливи са по западното му крайбрежие Бакбо (Тонкински), Сиамски залив. Най-големия остров е Хайнан разположен в северната му част, а множество малки островни групи, предимно королови са разпръснати из цялото море: Наншацюндао (Спратли), Сишацюндао (Параселски), Бунгуран (Натуна), Анамбас и др. Най-големите реки вливащи се в него са: Сицзян, Хонгха, Меконг, Менам Чао Прая, Капуас и др.

### Релеф на дъното
Западните и южните части на Южнокитайско море са заети от широк континентален шелф (Зонски шелф) с дълбочина 30 – 80 m, а по краищата – над 150 m. На североизток е разположена дълбока подводна котловина с отделни падини до 4000 m, максимална дълбочина 5560 m. Характерни са честите подводни земетресения и вулкански изригвания. В най-дълбоките части дъното е покрито с тиня, а в притчините – пясъчна тиня, на места камъни и чакъли.

### Климат
Климатът е трипичен, на юг екваториален, мусонен. Преобладаващите ветрове през зимата са оевероизточните, а през лятото югозападните и южните. Средна февруарска температура от 15 °C на север до 25 °C на юг, средна августовска 27 – 28 °C. Годишна сума на валежите 2000 – 2500 mm. През лятото и есента често явление са тайфуните.

## Хидроложки показатели
През зимата в западната част на Южнокитайско море е ясно изразено южно морско течение, а през лятото – северно, докато в източните му части теченията са слаби и неустойчиви. Скоростта на теченията е около 1 km/h. Средната температура на водата на повърхността през февруари е от 20 °C на север до 27 °C на юг, в Сиамския залив над 28 °C, а през август 28 – 29 °C. Солеността на водата през лятото е 31,0 – 33,0‰, а през зимата 31,5 – 34,0‰. На дълбочина под 2000 m температурата и солеността на модата са практически постоянни и са равни на 2,3 °C и 34,63‰ съответно. Приливите са денонощни и смесени с височина до 5,9 m.

## Стопанско значение
Южнокитайско море е важен риболовен район (риба тон, южна селда, сардина, скумрия и др.), лов на морски костенурки, трепанги и др.
В морето се намират архипелази от стотици острови, много от които са постоянно под водата. В Южнокитайско море са открити огромни залежи на нефт и природен газ. Поради тази причина островите Спратли и Парасел, разположени в Южнокитайско море са спорна международна териториална зона, за която претендират няколко държави в региона на Югоизточна Азия. В този спор участват Китай, Филипините, Виетнам, Малайзия и Република Китай (Тайван). Често се стига и до открити бойни действия между изброените държави за контрол над тези острови.
Основни пристанища:
- Китай – Хонконг, Макао, Гуанджоу, Шантоу, Сямин, Чжанцзян, Хайкоу;
- Тайван – Гаосюн, Тайнан;
- Виетнам – Хайфон, Дананг, Хошимин;
- Камбоджа – Кронг Преа Сианук;
- Тайланд – Бангкок, Сонгкла;
- Филипини – Манила;
- Малайзия – Кучинг, Кота Кинабалу;
- Бруней – Бандар Сери Бегаван;
- Индонезия – Понтианак
- Сингапур